# Mietków
Mietków (in tedesco Mettkau) è un comune rurale polacco del distretto di Breslavia, nel voivodato della Bassa Slesia.
Ricopre una superficie di 83,3 km² e nel 2004 contava 3 857 abitanti.